# NBA 2K24
NBA 2K24 es un videojuego de baloncesto del 2023 desarrollado por Visual Concepts y publicado por 2K, basado en la National Basketball Association (NBA). Es la vigésima cuarta entrega de la franquicia NBA 2K y es el sucesor de NBA 2K23.

## Atleta de portada
Kobe Bryant es el atleta de portada de las ediciones especiales de NBA 2K24, que se lanzó el 8 de septiembre de 2023 para Microsoft Windows, Nintendo Switch, PlayStation 4, PlayStation 5, Xbox One, Xbox Series X/S, Apple Arcade (Arcade Edition), Android.

## Recepción
Los primeros días de NBA 2K24 han sido bastante duros para 2K Sports y Visual Concepts, porque la versión para PC no ha parado de recibir palos desde que salió a la venta la semana pasada. Tal es el caso que a día de hoy se ha convertido rápidamente en el segundo videojuego peor puntuado de toda la historia de Steam.
Así lo podemos ver en el listado que figura en Steam 250, donde se muestra cuáles son los 250 títulos mejor puntuados y los 100 que están en lo más bajo del todo. Actualmente solo Overwatch 2 está por encima, el cual cuenta con un 90% de reseñas negativas, mientras que la última entrega de NBA 2K va por el 89% de reseñas negativas con las más de 2.800 opiniones que ha acumulado hasta el momento.
Eso mismo también se puede ver en la propia página de producto de Steam, donde se indica que las reseñas son extremadamente negativas. Una buena parte de ellas acusan al juego de tratarse de una versión basada en la que ha llegado a PS4 y Xbox One y no a las consolas de nueva generación, lo que afecta a su calidad gráfica y también a la falta de ciertas características.